# Município de Union (condado de Clermont, Ohio)
O município de Union (em inglês: Union Township) é um município localizado no condado de Clermont no estado estadounidense de Ohio. No ano de 2010 tinha uma população de 46.416 habitantes e uma densidade populacional de 614,16 pessoas por km².

## Geografia
O município de Union encontra-se localizado nas coordenadas 39° 06′ 42″ N, 84° 15′ 55″ O. Segundo a Departamento do Censo dos Estados Unidos, o município tem uma superfície total de 75.58 km², da qual 75.08 km² correspondem a terra firme e (0.65%) 0.49 km² é água.

## Demografia
Segundo o censo de 2010, tinha 46.416 habitantes residindo no município de Union. A densidade populacional era de 614,16 hab./km². Dos 46.416 habitantes, o município de Union estava composto pelo 94.53% brancos, o 1.41% eram afroamericanos, o 0.23% eram amerindios, o 1.65% eram asiáticos, o 0.02% eram insulares do Pacífico, o 0.71% eram de outras raças e o 1.46% pertenciam a duas ou mais raças. Do total da população o 1.93% eram hispanos ou latinos de qualquer raça.